# جاداکیس
جیسون ترانس فیلیپس (به انگلیسی: Jason Terrance Phillips) (متولد ۲۷ مه ۱۹۷۵)، که بیشتر با نام هنری خود جاداکیس (به انگلیسی: Jadakiss) شناخته می‌شود، خواننده رپ آمریکایی از یانکرز، نیویورک است. او کار خود را از سال ۱۹۹۰ به عنوان عضوی از رپ سه‌گانه د لتگس و با بد بیبی شروع کرد. پس از ترک این لیبل در سال ۲۰۰۰، آنها به گروه رپ روف رایدرز پیوستند. او در حال حاضر با لیبل دف جم و D-Block Records قرارداد دارد، گروه دوم را با دیگر اعضای د لاکس بنیان‌گذاری کرد.
در کنار اولین آلبوم انفرادی‌اش که سال ۲۰۰۱ منتشر شد، او سه آلبوم استودیوی انفرادی دیگر منتشر کرده‌است. در سال ۲۰۰۷، جاداکیس با Roc-A-Fella Records و دف جم رکوردینگز که تحت مالکیت جی-زی بود، قرارداد امضا کرد که با Ruff Ryders Entertainment آلبوم ۲۰۰۹ آخرین بوسه خود را منتشر کرد. در مجموع، او پنج آلبوم استودیویی منتشر کرده‌است که آخرین آنها Ignatius در سال ۲۰۲۰ است.

## اوایل زندگی
جاداکیس در ۲۷ مه ۱۹۷۵ در یانکرز نیویورک متولد شد و از همان کودکی به موسیقی هیپ هاپ علاقه داشت. در سن ۱۲ سالگی، پس از اینکه والدینش از او خواستند پول خودش را بدست آورد، شروع به فروش مواد مخدر کرد. با این حال او سریعاً فروش مواد مخدر را متوقف کرد و در عوض پس از تماشای دیگران که این کار را در گوشه خیابان انجام می‌دادند، شروع به فری استایل در خیابان‌ها و جمع کردن پول کرد. در حالی که او یک حواننده فری استایل بود، سرانجام با دوستان دیرینه خود شیک لوچ و استایلز پی ملاقات کرد.

## حرفه
فیلیپس به سرعت یک fanbase زیرزمینی کوچک ایجاد کرد و در سن ۱۲ سالگی وارد رقابت آزاد در فلوریدا شد و در آنجا توجه مالکان Ruff Ryders Entertainment را به خود جلب کرد. او به همراه استایلز و لوچ گروهی را تشکیل داد که به The Warlocks معروف بود و این سه نفر با هم شروع به رپ کردن کردند. آنها سرانجام مری جی. بلیژ را ملاقات کردند، که تحت تأثیر شعرهای خود، نسخه نمایشی خود را به پف دادی، که گروه را با نام تجاری Bad Boy Entertainment امضا کرد، تحویل داد.